# Євроліга з пляжного футболу
Європейська ліга з пляжного футболу (англ. European Beach Soccer League) — щорічне змагання серед збірних команд Європи. Спочатку називалася European Pro Beach Soccer League. Складається з двох дивізіонів — A і B.

## Історія

### Заснування
Після заснування пляжного футболу в 1992 році цей вид спорту швидко розвивався. До 1996 року був створений Pro Beach Soccer Tour (PBST) — серія виставкових заходів в Америці, Азії та Європі, загалом, до кінця 1997 року в 60 іграх, що сприяли популяризації спорту на глобальному рівні. У Європі інтерес був особливо великий. Компанія Beach Soccer Company (BSC), організатори PBST, помітила, що ЗМІ, спонсори та вболівальники в Європі бажають багатоподієвого, літнього змагання з послідовними національними командами та зірковими гравцями, за якими вони слідкують і підтримують у конкурентному середовищі. Отже, BSC приступила до запуску першого сезону Європейської професійної ліги пляжного футболу (EPBSL) у 1998 році, сформованого та структурованого у вищезгаданому баченні як уболівальників, так і ЗМІ.

### Ранні роки (1998–2000)
У першому сезоні 1998 року взяли участь сім країн, переважно із Західної та Південної Європи – Франція, Іспанія, Німеччина, Італія, Югославія, Швейцарія та Португалія. Матчі ліги проводилися по всій Європі, у кількох країнах проходили раунди змагань, які називаються етапами, а завершилися в Монте-Карло, де Німеччина стала чемпіоном — це єдина перемога на сьогодні. Протягом цього часу принц Монако Альберт став почесним президентом EPBSL, а Монте-Карло було обрано для проведення фінального матчу щороку, включаючи гала-захід. У 1999 і 2000 роках збірна Іспанії вигравала кубок.

## Призери
| Рік  | Переможець | Фіналіст   | 3-є місце  |
| ---- | ---------- | ---------- | ---------- |
| 1998 | Німеччина  | Італія     | Португалія |
| 1999 | Іспанія    | Франція    | Португалія |
| 2000 | Іспанія    | Португалія | Франція    |
| 2001 | Іспанія    | Португалія | Італія     |
| 2002 | Португалія | Іспанія    | Франція    |
| 2003 | Іспанія    | Франція    | Португалія |
| 2004 | Франція    | Португалія | Україна    |
| 2005 | Італія     | Португалія | Франція    |
| 2006 | Іспанія    | Португалія | Польща     |
| 2007 | Португалія | Франція    | Росія      |
| 2008 | Португалія | Нідерланди | Росія      |
| 2009 | Росія      | Португалія | Італія     |
| 2010 | Португалія | Італія     | Росія      |
| 2011 | Росія      | Швейцарія  | Португалія |
| 2012 | Швейцарія  | Росія      | Італія     |
| 2013 | Росія      | Португалія | Швейцарія  |
| 2014 | Росія      | Іспанія    | Португалія |
| 2015 | Португалія | Україна    | Росія      |
| 2016 | Україна    | Португалія | Росія      |

## Сумарні показники
| Команда    | Переможець | Фіналіст | 3-є місце |
| ---------- | ---------- | -------- | --------- |
| Іспанія    | 5          | 2        | -         |
| Португалія | 5          | 8        | 5         |
| Росія      | 4          | 1        | 5         |
| Франція    | 1          | 3        | 3         |
| Італія     | 1          | 2        | 3         |
| Швейцарія  | 1          | 1        | 1         |
| Україна    | 1          | 1        | 1         |
| Німеччина  | 1          | -        | -         |
| Нідерланди | -          | 1        | -         |
| Польща     | -          | -        | 1         |